# الأرض الحرام (مسرحية)
أرض لا أحد مسرحية كتبها هارولد بينتر عام 1974، وتم إنتاجها ونشرها لأول مرة عام 1975. عُرضت المسرحية لأول مرة في 23 أبريل 1975 على خشبة مسرح أولد فيك في لندن، ضمن إنتاج المسرح الوطني. نُقلت لاحقًا إلى مسرح وايندهام بين يوليو 1975 ويناير 1976، ثم إلى مسرح ليتلتون من أبريل إلى مايو 1976، وبعدها إلى مسرح لونجاكر في نيويورك من أكتوبر إلى ديسمبر 1976. عادت المسرحية لاحقًا إلى مسرح ليتلتون في الفترة بين يناير وفبراير 1977.
تتكوّن المسرحية من فصلين، وتُعد واحدة من أبرز أعمال بينتر في مرحلته المتأخرة، حيث تتقاطع فيها الهوية، والذاكرة، والسلطة في أجواء مشوبة بالغموض والتوتر، على غرار أسلوبه المعروف في «كوميديا التهديد».

## الشخصيات
- هيرست، رجل في عمر الستينيات.
- سبونر، رجل في عمر الستينيات.
- فوستر، رجل في عمر الثلاثينيات.
- بريجز، رجل في عمر الأربعينيات

هيرست هو رجل من الطبقة العليا، مثقّف وأدبي، مدمن على الكحول، يعيش في منزل فخم يُفترض أنه يقع في هامبستيد، برفقة فوستر وبريغز، اللذين يُقدَّمان على أنهما كاتبٌ خاص (أمانوينسيس) وخادم شخصي (أو حارس شخصي محتمل)، وقد يكونان على علاقة عاطفية. سبونر، شاعر فاشل ومُهمَل، صادفه هيرست في أحد حانات هامبستيد ودعاه إلى منزله لتناول الشراب، يصبح ضيفًا عليه لليلة واحدة. يدّعي سبونر أنه شاعر أيضًا، ومن خلال تبادل ذكريات، بعضها متخيَّل جزئيًا على الأقل، يبدو وكأنهما تعارفا في الجامعة وشاركا في علاقات مع رجال ونساء مشتركين. أُطلقت أسماء الشخصيات الأربعة على أسماء لاعبي كريكت، ويُعتقد أن شخصية سبونر استُلهمت في الأصل من الشاعر إيدي ليندن، الذي كان بينتر يعرفه.

## ملخص المسرحية

### الفصل الأول
في سبعينيات القرن العشرين، يبدأ هيرست، رجل مسنّ ميسور الحال، ليلة من الشرب المكثف في غرفة الاستقبال مع رجل غريب تعرف عليه لتوّه في إحدى الحانات. ضيفه الثرثار والمبعثر المظهر، الذي يقدّم نفسه كشاعر، يستفيض في الحديث مدّعيًا امتلاكه لبصيرة نافذة، إلى أن يعرّف بنفسه أخيرًا باسم "سبونر".
يواصل الاثنان الشرب حتى الثمالة، بينما يظل هيرست صامتًا في أغلب الوقت، في حين يسترسل سبونر في الكلام، إلى أن يبلغ به الأمر أن يسخر من رجولة هيرست وزوجته. وفجأة، ينهض هيرست ويلقي كأسه، ويعلّق قائلًا:
"أرض لا أحد... لا تتحرك... ولا تتغير... ولا تشيخ... تظل دائمًا... باردة... صامتة..."
ثم ينهار مرتين ويزحف خارج الغرفة.
يدخل بعد ذلك اثنان من خدم هيرست، شابان يُدعيان فوستر وبريغز، ويتحدثان بلامبالاة، ثم يشرعان في استجواب سبونر، الذي يتحوّل الآن إلى الرجل الهادئ والمتحفّظ في الغرفة.
في النهاية، يعود هيرست إلى الغرفة وهو يحاول بصعوبة تذكّر حلم رآه مؤخرًا. الجميع يشربون الآن، ويتحدث هيرست عن ألبوم صور يحتفظ به، ويعلّق على ملامح الأشخاص الظاهرين فيه. يبدو وكأنه لا يتعرّف على سبونر، مصرًّا على أن أصدقاءه الحقيقيين هم أولئك المحفوظون بأمان داخل الألبوم.
وبينما تتدهور قدرته على الكلام وتغدو عباراته أكثر غموضًا، يستمر في استحضار حلمه – الذي يتضمن شخصًا يغرق – فيقاطعه سبونر فجأة بالقول إنه هو من كان يغرق في ذلك الحلم.
ينهار هيرست من جديد تحت تأثير السُكر، لكن هذه المرة يُسارع سبونر لنجدته، ويُبعد الشابين، مدّعيًا أنه الصديق الحقيقي لهيرست. في المقابل، يصبح الشابان فوستر وبريغز في موقف دفاعي وعدائي، ويؤكدان واجبهما في حماية هيرست من "رجال الشر".

يقوم بريغز بمساعدة هيرست للخروج من الغرفة، بينما يتوجه فوستر إلى سبونر قائلًا:
"اسمع، هل تعرف ما الذي يعنيه أن تكون في غرفة مضاءة وفجأة ينطفئ النور؟ سأريك... هكذا تمامًا."
ثم يطفئ الأنوار، لتعمّ الظلمة التامة المكان..

### الفصل الثاني
في صباح اليوم التالي، وبعد أن بقي وحيدًا، ينهض سبونر من كرسيه ويحاول مغادرة الغرفة، لكنه يكتشف أن الباب مقفول. يدخل بريغز، خادم هيرست، حاملًا الطعام وزجاجة شمبانيا، ويتجاهل أسئلة سبونر المتكررة حول الباب المغلق، ويشير إلى الرجال الآخرين باعتبارهم "شعراء".
بعد لحظات، يقتحم هيرست الغرفة، مبتهجًا برؤية سبونر، ويبدو أنه يخطئ في التعرف عليه أو يتظاهر بأنه صديق قديم. يتحدث وكأنهما كانا زميلين في جامعة أكسفورد أو كامبريدج في ثلاثينيات القرن الماضي، ويدخلان في حوار غريب حول علاقات غرامية فاضحة جمعتهما بنفس النساء.
يتحول الحديث إلى سلسلة من الذكريات المشكوك في صحتها والمتضاربة، تنتهي باتهام مباشر من سبونر لهيرست بأنه بالخيانة.
يشرع هيرست فجأة في هذيان جديد حول وجوه مألوفة كانت ضمن ألبوم صوره. وسرعان ما يجتمع الرجال الأربعة مجددًا، يتشاركون كأس الشمبانيا. تنشأ بينهم ديناميكية غريبة، إذ يبدأ سبونر بالتعبير عن شفقته تجاه وضع الشابين العاملين لدى هيرست، لكنه سرعان ما يطلب وظيفة لنفسه من هيرست.

بعد هذا التوتر، يكتفي هيرست بالقول:
"دعونا نغيّر الموضوع، للمرة الأخيرة."
لكنه يندم على العبارة فورًا، إذ تُؤخذ على أنها اعتراف ضمني بأنه لن يتمكّن بعد الآن من تغيير الموضوع أبدًا—أي أنه بات عالقًا في حالة من الجمود العقلي أو الوجودي.
يتذكّر هيرست لحظة من شبابه، حين ظنّ أنه رأى جثة غارقة في بحيرة.

عندها يعلّق سبونر قائلاً:
"لا. أنت في أرض لا أحد. التي لا تتحرك، ولا تتغير، ولا تشيخ. بل تظل دائمًا، باردة وصامتة."
فيردّ هيرست:
"سأشرب نخب ذلك!"
وتنطفئ الأضواء تدريجيًا حتى يعمّ الظلام.

## تاريخ الإنتاج
شهدت مسرحية "أرض لا أحد" عرضها الأول في لندن بتاريخ 24 أبريل 1975 على خشبة مسرح أولد فيك، الذي كان حينها مقرًّا للمسرح الوطني البريطاني، تحت إشراف المخرج بيتر هول. شارك في البطولة كلّ من:
- جون جيلغود في دور سبونر
- رالف ريتشاردسون في دور هيرست
- مايكل كيتشن في دور فوستر
- تيرينس ريغبي في دور بريغز.
انتقل العرض إلى مسرح وايندهام في ويست إند بلندن في 15 يوليو 1975، ثم إلى مسرح لونجاكر في برودواي بمدينة نيويورك من أكتوبر إلى ديسمبر 1976، حيث رُشّح رالف ريتشاردسون لجائزة توني لأفضل ممثل رئيسي في مسرحية عام 1977 عن أدائه لدور هيرست.
عاد هذا الإنتاج، بإخراج بيتر هول، إلى المسرح الوطني من جديد في مسرح ليتلتون خلال الفترة من يناير إلى فبراير 1977.
وقد تم تصوير الإنتاج الأصلي الذي شارك فيه ريتشاردسون وجيلغود لصالح أرشيف المسرح الوطني، وعُرض لاحقًا على شاشة بي بي سي فور ضمن سلسلة "بينتر في البي بي سي". كما تم تسجيله ونشره من قبل شركة كاميدون ريكورد، ورُشّح لنيل جائزة غرامي.
شهدت مسرحية أرض لا أحد إحياءً هامًا من قِبل فرقة مسرح ألميدا، والتي انتقلت لاحقًا إلى مسرح هارولد بينتر في ويست إند بلندن (الذي كان يُعرف حينها باسم مسرح الكوميديا). افتُتح العرض في فبراير 1993 تحت إدارة المخرج ديفيد ليفو.
شارك في هذا الإنتاج كل من:
- بول إدينغتون في دور سبونر
- هارولد بينتر نفسه في دور هيرست
- دوغلاس هودج في دور فوستر
- جون غراينجر في دور بريغز[8]

في إعادة الإنتاج التي قامت بها شركة راوندآبوت ثياتر على برودواي، وأدارها المخرج ديفيد جونز، افتُتح العرض في 27 فبراير 1994 في مسرح كريتيريون سينتر ستيج رايت بمدينة نيويورك.
شارك في البطولة:
- جيسون روباردز بدور هيرست
- كريستوفر بلامر بدور سبونر، والذي رُشح لجائزة توني لأفضل أداء ممثل رئيسي في مسرحية
- توم وود بدور فوستر
- جون سايتز بدور بريغز.[9]

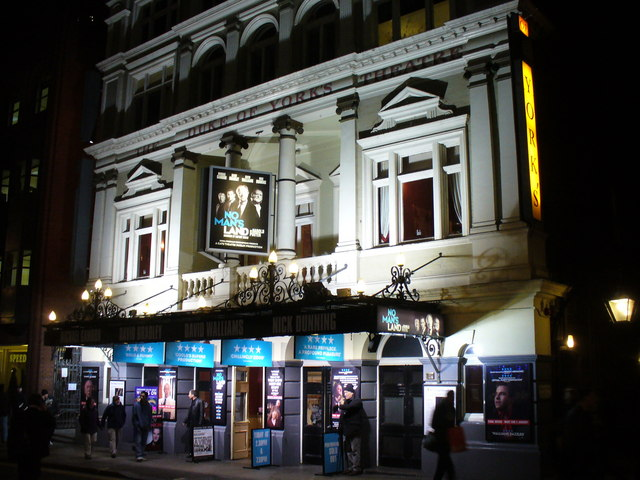
مكان عرض مسرحية أرض لا أحد، مسرح دوق يورك لندن، 30 ديسمبر 2008

في عام 2001، شهد المسرح الوطني البريطاني إعادة إحياء كبيرة أخرى لمسرحية أرض لا أحد، أخرجها هارولد بينتر بنفسه. شارك في البطولة كل من:
- كورين ريدغريف في دور هيرست
- جون وود في دور سبونر
- داني داير في دور فوستر
- آندي دي لا تور في دور بريغز.[10]

في صيف عام 2008، عُرضت مسرحية أرض لا أحد من إخراج روبرت جولد في مسرح غيت ثياتر في دبلن، بمشاركة:
- مايكل جامبون في دور هيرست
- ديفيد برادلي في دور سبونر
- ديفيد واليامز في دور فوستر
- نيك دانينغ في دور بريغز

انتقل هذا الإنتاج بعد ذلك إلى مسرح دوق يورك في ويست إند بلندن، حيث افتُتح العرض في 7 أكتوبر 2008، واستمر حتى 3 يناير 2009، أي بعد أسبوع واحد من وفاة هارولد بينتر في 24 ديسمبر 2008 
افتتح عرض لمسرحية أرض لا أحد من إخراج شون ماثياس في مسرح بيركلي ريب في أغسطس 2013، بمشاركة كل من:
- إيان ماكيلين
- باتريك ستيوارت
- بيلي كرودوب
- شولر هينسلي.
ثم انتقل العرض إلى برودواي، حيث قدم في مسرح جيمس إيرل جونز بالتوازي مع مسرحية في انتظار جودو، وافتتح في 24 نوفمبر 2013 (بعد بدء عروض معاينة في 31 أكتوبر 2013). استمر العرض حتى 30 مارس 2014 .
أعيد إنتاج المسرحية في المملكة المتحدة عام 2016، مع مشاركة أوين تيل وداميان مولوني بدلاً من هينسلي وكرودوب. وقد قدم العرض في عدة مسارح منها:
- مسرح شيفيلد ليسيوم
- مسرح نيوكاسل رويال
- مسرح برايتون رويال
- مسرح كارديف نيو
قبل أن ينتقل إلى مسرح ويندهام في ويست إند بلندن.
قُدمت مسرحية أرض لا أحد كآخر عرض في موسم 2022–2023 لمسرح ستيبنوولف في مدينة شيكاغو، تحت إخراج ليس ووترز، وشارك في العرض جيف بيري، أحد مؤسسي المسرح، في دور هيرست.

## التقييم والنقد
في مراجعته للعرض الأول في لندن بتاريخ 24 أبريل 1975، يلاحظ مايكل بيلينغتون من صحيفة الغارديان أن المسرحية "تدور حول ما يوحي به عنوانها تمامًا":
الإحساس بالوقوع في برزخ غامض بين الحياة والموت، بين عالم من الواقع الوحشي وعالم من اللايقين المتغيّر... المسرحية تمثل تلخيصًا بارعًا لكل الثيمات التي طالما استحوذت على بينتر: قابليّة الذاكرة للخطأ، اجتماع القوة الغاشمة والرهافة في الإنسان نفسه، الغموض المستعصي للمرأة، وفكرة أن كل تواصل بشري هو صراع بين «مَن» و«مَن». إنها ليست عملًا جافًا أو أسلوبيًّا متكلّفًا، بل تجربة مسرحية حيّة، مليئة بكوميديا ثرية، تتقاطع فيها الخطب وتتناقض باستمرار.
بعد أكثر من عقد على كتابته "حياة هارولد بينتر وأعماله" (1996)، وهو أول إصدار من سيرته الذاتية المعتمدة، ناقش مايكل بيلينغتون رؤيته النقدية لمسرحية "أرض لا أحد" في لقاء مصوّر ضمن برنامج "بينتر في البي بي سي"، الذي بُثّ على قناة بي بي سي فور بين 26 أكتوبر و9 نوفمبر 2002.
وبعد أن أقر بأن "أرض لا أحد" مسرحية غريبة ومقلقة، وأنه هو نفسه لا يمكنه أبدًا فهمها بالكامل – ومن يستطيع؟ – لكنها تؤثر فيك، استعرض بيلينغتون نشأة الجملة الأولى في المسرحية (هكذا إذًا؟)، والتي خطرت لبينتر فجأة وهو في سيارة أجرة عائدًا من العشاء بمفرده.
ناقش أيضًا البُعد الرمزي في عبارة "أرض لا أحد"، وخلص إلى أن هناك شيئًا من بينتر في كلا الشخصيتين الرئيسيتين، فكلتاهما كاتبان، وقد يكون بينتر قد خشي في مرحلة ما أن يصبح أحدهما:
الأول هو هيرست، كاتب ناجح يملك كل مظاهر المجد، لكنه مخدَّر بفعل الشهرة والمال والراحة. الثاني هو سبونر، كاتب مكافح، هامشي، يرتدي بذلة مقلمة، ولم يحقق النجاح.

لكن حين عرض بيلينغتون هذه الفرضية على بينتر، أجابه ممازحًا: حسنًا، ربما... لكنني لم أمتلك في حياتي خادمين يُدعيان فوستر وبريغز.
في مراجعته لإحياء غولد لمسرحية أرض لا أحد على خشبة مسرح دوق يورك عام 2008، يشير مايكل بيلينغتون إلى أن "هيرست، الأديب المطارد بالأحلام والذكريات، هو، كما يقول لسبونر، 'في اللفة الأخيرة من سباق نسيت منذ زمن طويل أنني أركضه'. لكن، بينما يتآمر خادماه لقيادته نحو النسيان، يحاول سبونر القيام بفعل إنقاذ فروسي، ساحبًا إياه نحو نور الحياة. غير أن المفترض هو أن محاولته تبوء بالفشل، إذ يُترك جميع الشخصيات الأربع عالقة في أرض لا أحد 'التي تبقى إلى الأبد، جليدية وصامتة'."
في هذه المسرحية المفعمة بصدى أعمال تي. إس. إليوت، قد يبدو أن سبونر قد فشل في محاولاته الظاهرة لكسب ود هيرست، وربما حتى "إنقاذه" من الغرق في الكحول. ومع ذلك، يظل سبونر في المنزل في نهاية المسرحية، "في أرض لا أحد"، إلى جانب هيرست (وفوستر وبريغز)، وتُختتم المسرحية بحالة من الجمود تشبه إلى حد كبير ما نراه في مسرحية بينتر الحارس (1960)، التي كثيرًا ما تُقارَن بـأرض لا أحد من قِبل النقاد.
كما يفعل العديد من النقاد الآخرين،  لا يزال مايكل كوفيني يطرح السؤال: "نعم، لكن ما معنى كل هذا؟" كينيث تاينان كان قد هاجم "الغموض المجاني" في المسرحية الشعرية التي كتبها هارولد بينتر عام 1975، عندما قُدِّمت لأول مرة من إخراج بيتر هول على خشبة المسرح الوطني، ببطولة جون غيلغد في دور الشاعر المتوسّل سبونر، ورالف ريتشاردسون في دور مضيفه هيرست، الراعي والداعم للفنون. ومع ذلك، تظل المسرحية دائمًا ممتعة بشكل رائع، كنوع من الفودفيل المائل حول الصداقة والتبعية. في صحيفة الغارديان، خلص مايكل بيلينغتون إلى أن "هذا إحياء آسر، ساعدت فيه كثيرًا إضاءة نيل أوستن والمؤثرات الصوتية الخفية لآدم كورك"، ملاحظًا أنه "عندما انضم الجمهور والممثلون أخيرًا إلى التصفيق لبينتر، الجالس في إحدى الشرفات، شعرت أن ذلك كان اعترافًا بمسرحية مقلقة بشكل غريب، تنقلنا إلى عالم بين الواقع والحلم".
أعطى كل من مايكل بيلينغتون وبول تايلور في صحيفة ذي إندبندنت العرض تقييمًا قدره أربعة من خمسة،  بينما قيّمه تشارلز سبنسر في مراجعته بصحيفة ذي ديلي تلغراف بأنه على نفس المستوى الرفيع، مشيرًا إلى أن مايكل غامبون وديفيد برادلي ارتقيا بأدائهما إلى مستوى المعايير التي أرساها سلفاهما البارزان. ومع ذلك، يقرّ سبنسر بأنه لا يشعر بأنه فهم المسرحية تمامًا، قائلاً: حتى بعد مرور ثلاثة عقود لا يمكنني الادعاء بأنني أفهم كليًا هذه الدراما المقلقة، التي تبدو في لحظات مضحكة، وفي أخرى مرعبة، وشاعريّة بعمق. لكنني لا أشك مطلقًا في أنها واحدة من قلائل الكلاسيكيات الحديثة التي لا خلاف عليها، والتي كتبها بينتر، وهي عمل سيظل يطارد ويؤرّق ذاكرة كل من يشاهده.
في تقرير آخر عن إحياء غولد لمسرحية "أرض لا أحد" عام 2008، وبعد عرض انطباعات ثلاثة من "الوافدين الجدد إلى عالم بينتر" الذين لم يفهموا المسرحية أو يستمتعوا بها، وهم: ماتيلدا إيغيري-كوبر، صحافية موسيقى حضرية، التي وصفتها بأنها "غامضة ومرهقة"؛ ديفيد نوت، مستشار سياسي، قال: "لا تتوقع أن تشعر بالسمو..."؛ وسوزي راشتون، محررة وكاتبة عمود، تساءلت: "أين النكتة؟" — يعيد الناقد بول تايلور من صحيفة الإندبندنت تأكيد إعجابه بمسرحية "أرض لا أحد"، خاتمًا بالقول:
مثل العديد من مسرحيات بينتر الكلاسيكية، تدور "أرض لا أحد" حول ردّ الفعل تجاه دخيل يهدّد الوضع القائم السابق. غير أن ما يتكشّف تدريجيًا في هذه المسرحية هو أن سبونر، الشاعر الفاشل المتداعي والمنتمي إلى عالم "بروفروك"، يشكّل في الحقيقة صورة أخرى لهيرست، مضيفه الأديب الثري، وأن تدخّله الافتراسي يرمز أيضًا إلى محاولة فاشلة لإعادة ربط هيرست بالحياة وبإبداعه، وإنقاذه من الجمود المرير للشيخوخة. "أرض لا أحد"، الغامضة، والكئيبة في جمالها، والمضحكة في آن، تُظهر أنه رغم أن فهم قوانين عالم بينتر قد يحتاج لبعض الوقت، فإنه يستحق الجهد بالفعل .

ما هو أقل وضوحًا هو مغزى التيار الخفي المتعلق بالمثلية الجنسية في المسرحية. ففي المشهد الافتتاحي، تتكرر الإشارات إلى "السكوبوفيليا" (الاستمتاع البصري)، ويسأل سبونر هيرست إن كان كثير التردّد على "هامبستد هيث" وحانة "جاك سترو كاسل"، وكلاهما كان معروفًا بكونه موقعًا لنشاط المثليين في ستينيات وسبعينيات القرن العشرين. معظم المحللين تجاهلوا هذا المعنى الضمني، لكنه موجود. ومع عبارات ذات دلالات مزدوجة مثل "هل كان لديك كوخ؟"، فضلًا عن إشارات غير مباشرة ولكنها واضحة إلى أمهات ذات تأثير سلبي، و"انحرافات صغيرة ظريفة"، ونساء "خصوصًا في سيام أو بالي"، و"اللورد لانسر"، ورجل يُدعى بانتي، والعذرية الذكورية، يبدو من المحتمل أن بينتر كان يمازح النقاد والمعجبين الساذجين بنوع من التلاعب المقصود.
- بيكر، ويليام، وجون سي روس، المحررون. هارولد بينتر: تاريخ ببليوغرافي . لندن: المكتبة البريطانية ، 2005.

## روابط خارجية
- "أرض لا رجل فيها" - ميزة على الإنترنت لقناة بي بي سي فور لبينتر في بي بي سي ، مع رابط تشعبي؛ يتضمن رابطًا لمقطع فيديو حقيقي لمايكل بيلينجتون وهو يناقش أرض لا رجل فيها (دقيقتان و17 ثانية) [مؤرشف].
- أرض لا رجل فيها في مسرح دوق يورك ، لندن، من 27 سبتمبر 2008 إلى 3 يناير 2009. (تم نقله من مسرح جيت ، دبلن.)
- أرض لا رجل فيها – الصفحة الرسمية من قسم "المسرحيات" في HaroldPinter.org، الموقع الرسمي لهارولد بينتر .
- ألبوم صور من موقع Guardian.co.uk (15 صورة)، بما في ذلك بعض الصور المتعلقة بـ No Man's Land .